# Língua udmurte
O udmurte (удмурт кыл, udmurt kyl) é uma língua fino-permiana falada pelos udmurtes, habitantes da república russa da Udmúrtia, onde tem condição cooficial, juntamente com o russo. Segundo o censo russo de 2020, é falada por 270.000 pessoas.
É escrita com o alfabeto cirílico acrescido de cinco caracteres. Forma, com o cómi e o cómi-permiano, o grupo permiano de idiomas, sendo tradicionalmente chamado pelo seu exônimo, Votyak. Possui vocabulário extenso de empréstimos do próprio russo, bem como de idiomas vizinhos, como o tártaro.
O udmurte é classificado pelo Atlas Mundial das Línguas em Perigo da UNESCO como 'Definitivamente Ameaçada', ou seja, o idioma não é mais aprendido como língua materna pelas crianças em casa. Poucos jornais, dos quais nenhum é diário, são publicados na língua.

## Etimologia
O nome udmurte provavelmente vem de *odo-mort 'povo do prado', onde a primeira parte representa a raiz pérmica *od (o) 'prado, campina, campo, descampado' (relacionado ao finlandês itää 'germinar, brotar') e a segunda parte (o udmurte murt  'pessoa', como no cómi mort e no mari mari) é um empréstimo arcaico do indo-iraniano *mertā ou *martiya 'pessoa, homem' (no persa mard). Esta informação é corroborada por um documento datado de 25 de fevereiro de 1557, em que, ao lado do tradicional termo russo otyaki, os udmurtes são descritos como lugovye lyudi 'povo do prado'.

## Distribuição

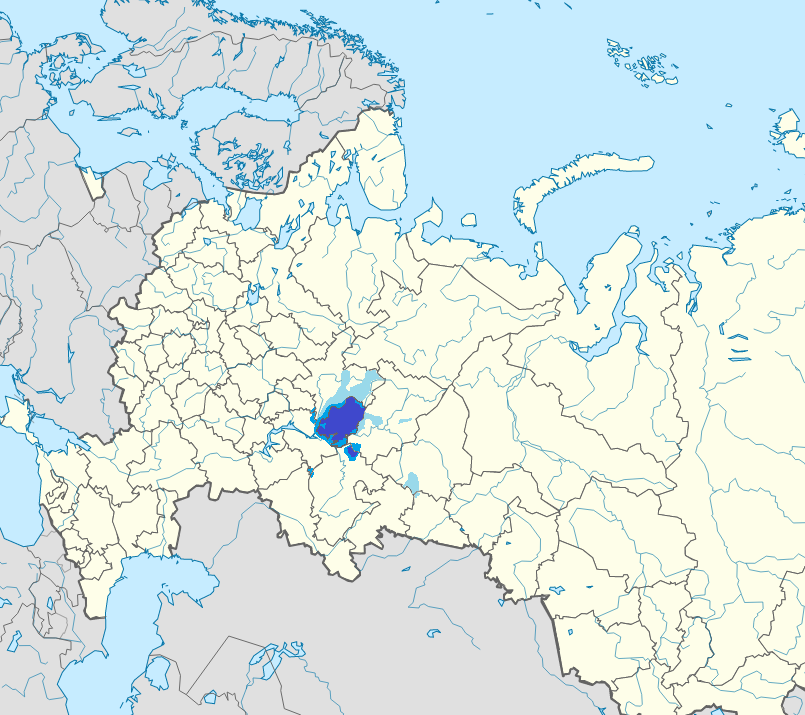
Em azul-escuro: distribuição da língua udmurte

### Dialetos
Os dialetos do udmurte são normalmente divididos em cinco áreas de dialetos:
1. o dialeto do norte é falado na parte norte da República da Udmúrtia e na região de Kirov;
2. um dialeto próprio no norte é representado pela língua dos tártaros udmurtizados;
3. a área do dialeto central situa-se no meio da república, que pertence à região da capital Ijevsk;
4. o dialeto do sul é falado nas partes do sul da república;
5. oito subdialetos falados no Bascortostão e no Tartaristão formam o dialeto periférico.

Não há diferenças significativas entre estes dialetos e eles não representam obstáculos para a compreensão mútua. As principais diferenças são no sistema fonológico (número de vogais e africadas); seus léxicos, morfologias e sintaxes são quase idênticos.

### Uso

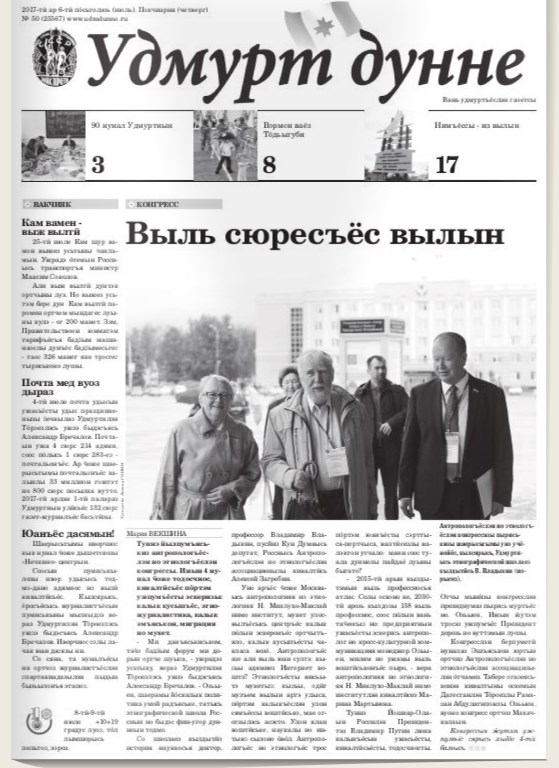
Uma capa do jornal Удмурт дунне Udmurt dunne 'O mundo udmurte', jornal udmurte publicado três vezes por semana

Mesmo que a língua oficial da educação em escolas primárias seja o russo, o udmurte é a língua de instrução em algumas classes do primário na Udmúrtia; na maioria das escolas, porém, a língua udmurte é geralmente apenas uma disciplina. No ensino secundário, a língua principal de instrução é a russa; o estudo das disciplinas de língua e de literatura udmurtes não é obrigatório nem legislado; geralmente, tem-se uma hora de cada por semana.
Desde 1990, a língua udmurte é a segunda língua oficial da República da Udmúrtia. No entanto, esta condição é um tanto formal ou simbólica, uma vez que a língua é raramente usada em contextos formais.

## Fonologia
A língua udmurte possui 30 consoantes (das quais quatro são usadas apenas em palavras estrangeiras) e sete vogais.

### Consoantes
A tabela abaixo representa os sons consonantais da língua udmurte:
|                     | Labial | Alveolar  | Palato-alveolar | Palatal | Velar |
| ------------------- | ------ | --------- | --------------- | ------- | ----- |
| Nasal               | m      | n         |                 | ɲ       |       |
| Oclusiva            | p b    | t d       |                 | c ɟ     | k ɡ   |
| Fricativa           | (f) v  | s z       | ʃ ʒ             | ɕ ʑ     | (x)   |
| Africada            |        | (t͡s) (d͡z) | t͡ʃ d͡ʒ           | t͡ɕ d͡ʑ   |       |
| Aproximante         |        |           |                 | j       |       |
| Vibrante múltipla   |        | r         |                 |         |       |
| Aproximante lateral |        | l         |                 | ʎ       |       |

As consoantes em parênteses restringem-se apenas a palavras estrangeiras. Como em húngaro, udmurte apresenta assimilações regressivas de voz e desvozeamento (o último elemento determina a assimilação), mas com algumas exceções (principalmente para distinguir pares mínimos por voz).

#### Assimilação
Numa sequência de duas consoantes obstruentes C1C2, C1 é ajustada em voz para combinar com C2. Essa assimilação não é indicada pela ortografia. Por exemplo, a forma prolativa de lud 'prado' é lut-ti 'ao longo do prado'.

### Vogais
Em contraste com outras línguas urálicas como finlandês e húngaro, udmurte não distingue entre vogais longas e curtas e não apresenta harmonia vocálica. Vogais em sílabas não tônicas nunca são reduzidas quanto à qualidade; no entanto, vogais em sílabas tônicas são mais longas do que as em não tônicas.
|                 |                 | Anterior    | Central | Posterior |
| Não arredondada | Não arredondada | Arredondada |         |           |
| --------------- | --------------- | ----------- | ------- | --------- |
| Fechada         | Fechada         | i           | ɨ       | u         |
| Média           | Média           | e           | ɘ       | o         |
| Aberta          | Aberta          | a           | a       |           |

## Ortografia

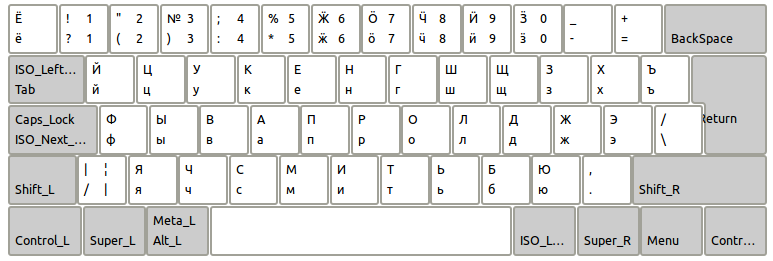
Uma configuração de teclado que pode ser usada para escrever em udmurte

### Alfabeto
O alfabeto udmurte é baseado no alfabeto russo, a variante do cirílico utilizada com o idioma russo:
| Maiúscula | Minúscula | Transliteração | AFI                                                     | Nome da letra              |
| --------- | --------- | -------------- | ------------------------------------------------------- | -------------------------- |
| A         | a         | a              | [ɑ]                                                     | а                          |
| Б         | б         | b              | [b]                                                     | бэ                         |
| В         | в         | v              | [v]                                                     | вэ                         |
| Г         | г         | g              | [g]                                                     | гэ                         |
| Д         | д         | d              | [d]; palatal [dʲ] quando seguido por я, е, и, ё, ю ou ь | дэ                         |
| Е         | е         | e              | [je]; [ʲe] quando segue д, т, з, с, л ou н              | е                          |
| Ë         | ë         | ë              | [jo]; [ʲo] quando segue д, т, з, с, л ou н              | ё                          |
| Ж         | ж         | ž              | [ʒ]                                                     | жэ                         |
| Ӝ         | ӝ         | dž             | [dʒ]                                                    | ӝэ                         |
| З         | з         | z              | [z]; palatal [ʑ] quando seguido por я, е, и, ё, ю ou ь  | зэ                         |
| Ӟ         | ӟ         | dʑ             | [dʲʑ]                                                   | ӟe                         |
| И         | и         | i              | [i]; [ʲi] quando segue д, т, з, с, л ou н               | и                          |
| Ӥ         | ӥ         | ï              | [i]                                                     | и с точками                |
| Й         | й         | j              | [j]                                                     | и краткое                  |
| К         | к         | k              | [k]                                                     | ка                         |
| Л         | л         | l              | [ɫ]; palatal [lʲ] quando seguido por я, е, и, ё, ю ou ь | эл                         |
| М         | м         | m              | [m]                                                     | эм                         |
| Н         | н         | n              | [n]; palatal [nʲ] quando seguido por я, е, и, ё, ю ou ь | эн                         |
| О         | о         | o              | [o]                                                     | o                          |
| Ö         | ö         | ö              | [ʌ] ~ [ə]                                               | ö                          |
| П         | п         | p              | [p]                                                     | пэ                         |
| Р         | р         | r              | [r]                                                     | эр                         |
| С         | с         | s              | [s]; palatal [ɕ] quando seguido por я, е, и, ё, ю ou ь  | эс                         |
| Т         | т         | t              | [t]; palatal [tʲ] quando seguido por я, е, и, ё, ю ou ь | тэ                         |
| У         | у         | u              | [u]                                                     | у                          |
| Ф1        | ф         | f              | [f]                                                     | эф                         |
| Х1        | х         | x              | [x]                                                     | ха                         |
| Ц1        | ц         | c              | [ts]                                                    | цэ                         |
| Ч         | ч         | č              | [tɕ]                                                    | чэ                         |
| Ӵ         | ӵ         | tʲč            | [t͡ɕ]                                                    | ӵэ                         |
| Ш         | ш         | š              | [ʃ]                                                     | ша                         |
| Щ1        | щ         | šč             | [ɕ], [ɕː]                                               | ща                         |
| Ъ2        | ъ         |                | -                                                       | твёрдый знак 'sinal forte' |
| Ы         | ы         | y              | [ɨ] ~ [ɯ]                                               | ы                          |
| Ь         | ь         | '              | [ʲ]                                                     | мягкий знак 'sinal suave'  |
| Э         | э         | è              | [e]                                                     | э                          |
| Ю         | ю         | ju             | [ju]; [ʲu] quando segue д, т, з, с, л ou н              | ю                          |
| Я         | я         | ja             | [jɑ]; [ʲa] quando segue д, т, з, с, л ou н              | я                          |

1 Usado apenas em empréstimos e nomes próprios russos.
2 Não tem som, porém é necessário para distinguir entre consoantes palatalizadas (/dʲ/, /tʲ/, /zʲ/, /sʲ/, /lʲ, /n/) das não palatalizadas às quais se segue /j/ quando antecedem uma vogal; por exemplo, /zʲo/ e /zjo/ são escritos -⟨зё⟩- e -⟨зъё⟩-, respectivamente.
Quatro dessas letras (Ӝ/ӝ, Ӟ/ӟ, Ӥ/ӥ, Ӵ/ӵ) são exclusivas do alfabeto udmurte.

## Gramática

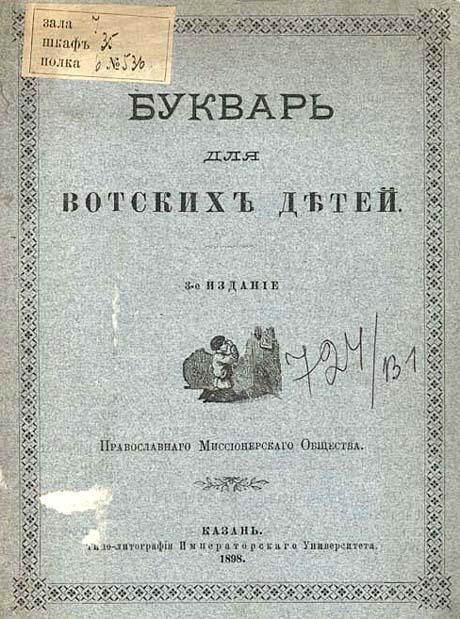
Apostila de udmurte (em russo)

O udmurte é uma língua fortemente aglutinativa; utiliza afixos para exprimir posse ou especificar modo, tempo e assim por diante.

### Pronomes

#### Pessoais
Há pronomes distintos para três pessoas, singular e plural. Como em muitos outros idiomas (por exemplo, francês, finlandês, russo, galês), a segunda pessoa do plural pode ser usada para se dirigir formalmente a uma pessoa. Abaixo uma tabela com as formas em nominativo destes pronomes:
|            | Singular | Plural |
| ---------- | -------- | ------ |
| 1.ª pessoa | мон      | ми     |
| 2.ª pessoa | тон      | тӥ     |
| 3.ª pessoa | со       | соос   |

Como os finais verbais já indicam a pessoa em uma frase, os pronomes pessoais podem ser suprimidos sem alterar o significado de uma frase. Geralmente, no entanto, eles não são suprimidos.

### Substantivos

#### Número
A forma plural de substantivos é realizada com a adição do sufixo -⟨ёс⟩ após consoantes e -⟨ос⟩ após vogais, depois de ь e й, o sufixo torna-se -⟨ёс⟩. Uma tabela com exemplos abaixo:
| Singular | Plural   | Significado     |
| -------- | -------- | --------------- |
| коӵыш    | коӵышъёс | gato            |
| гурезь   | гурезьёс | montanha, morro |
| уй       | уйёс     | noite           |
| пуны     | пуныос   | cachorro        |
| книга    | книгаос  | livro           |
| писпу    | писпуос  | árvore          |

Em udmurte, alguns pronomes podem tomar também o sufixo de plural; por exemplo, кин 'quem' torna-se кинъёс 'quais pessoas, quem'. A forma singular dos substantivos é usada depois de numerais, embora a forma plural também seja observada: дас ар, дас аръёс 'dez anos'.

#### Casos
A língua udmurte distingue 15 casos, dos quais oito são gramaticais e sete são locativos.
| Caso         | Sufixo              |
| Gramatical   | Gramatical          |
| ------------ | ------------------- |
| Nominativo   | -                   |
| Genitivo     | -len                |
| Acusativo    | -ez/-yez/-ty/-yz    |
| Ablativo     | -les'               |
| Dativo       | -ly                 |
| Instrumental | -en/-yen/-yn        |
| Abessivo     | -tek                |
| Adverbial    | -ya                 |
| Locativo     |                     |
| Inessivo     | -yn                 |
| Ilativo      | -e/ye/-y            |
| Elativo      | -ys'                |
| Egressivo    | -ysen               |
| Terminativo  | -oz'                |
| Prolativo    | -eti/-yeti/-yti/-ti |
| Aproximativo | -lan'               |

Os sufixos de caso são os mesmos no singular e no plural; no entanto, o acusativo singular é geralmente marcado com -ez, enquanto o sufixo de acusativo plural é -ty nos grupos de dialetos do norte e -yz nos do sul.

#### Derivação
Alguns dos sufixos de formação de substantivos mais importantes no padrão literário são:
- -lyk, que constrói abstratos (zem 'verdade' → zemlyk 'justiça');
- -č'i, nomes de ocupações (vuz 'item a venda' → vuzč'i 'comerciante');
- -es, implementos e partes do corpo (kut- 'agarra' → kutes 'debulhadora');
- -(o)n, abstratos (veraš'ky- 'fala' → veraš'kon 'conversação');
- -et, objetos e resultados (l'uky- 'divide' → l'uket 'parte, pedaço'); e
- -(e)m, abstratos, particípio perfeito (pyžy- 'assa' → pyžem 'assado, junta').

#### Posse
A tabela abaixo dá os sufixos de posse para substantivos:
|           | Possuidor singular | Possuidor singular | Possuidor singular | Possuidor singular | Possuidor plural | Possuidor plural | Possuidor plural | Possuidor plural |
| Alienável | Inalienável        |                    |                    |                    | Possuidor plural | Possuidor plural | Possuidor plural | Possuidor plural |
| --------- | ------------------ | ------------------ | ------------------ | ------------------ | ---------------- | ---------------- | ---------------- | ---------------- |
| 1.ª sing. | -(j)e              | -y                 | 1.ª pl.            | -my                | 1.ª sing.        | -y               | 1.ª pl.          | -my              |
| 2.ª sing. | -(j)ed             | -yd                | 2.ª pl.            | -dy/-ty            | 2.ª sing.        | -yd              | 2.ª pl.          | -ty              |
| 3.ª sing. | -(j)ez             | -yz                | 3.ª pl.            | -zy/-sy            | 3.ª sing.        | -yz              | 3.ª pl.          | -sy              |

Quando tanto o possuidor quanto o possuído estão no singular, o udmurte distingue entre posse alienável e inalienável. Em udmurte, a classe de 'inalienáveis' compreende partes do corpo, familiares de geração mais nova, etc.
Para possuidor no singular de pessoas no singular há um conjunto de sufixos cuja vogal inicial é /e/, por exemplo, пуртэд /purt-ed/ 'tua faca'. Para possuidor no plural de pessoas no singular, os sufixos têm como vogal inicial /ɨ/, por exemplo, пуртьëсыд /purtjos-ɨd/ 'tuas facas'.

### Verbos
A forma como verbos são citados em dicionários do udmurte é a infinitiva, cujo sufixo é -ny; removendo esse sufixo obtém-se a raiz do verbo, que sempre termina em y ou a. Duas conjugações podem ser diferenciadas: a primeira (raiz com y) e a segunda (raiz com a).

#### Tempo e modo
Tempo e modo estão em distribuição complementar. Há três modos: indicativo, imperativo e condicional.
O modo indicativo distingue quatro tempos: presente, futuro, pretérito primário e pretérito secundário. O passado primário refere-se a atividades no passado sem referência à sua completude ou a qualquer resultado; seu sufixo é -i e -a na primeira e segunda conjugações, respectivamente. O passado secundário refere-se ao resultado de atividades no passado, eventos que não são frequentemente testemunhados; seu sufixo é -(e)m.
O sufixo do imperativo é zero no singular. Opcionalmente, verbos da primeira conjugação perdem seu y final se for precedido por uma única consoante.
O modo condicional é marcado pelo sufixo -sal. A primeira pessoa do singular é zero; os sufixos de segunda e terceira pessoas podem ser omitidos.

#### Pessoa e número
Nem sempre é possível separar morfologicamente pessoa e número de forma clara em udmurte. Os sufixos são, em sua maioria, os mesmos em todos os tempos e modos (exceto imperativo).
|            | Singular | Plural |
| ---------- | -------- | ------ |
| 1.ª pessoa | -Ø       | -мы    |
| 2.ª pessoa | -д       | -ды    |
| 3.ª pessoa | -з       | -зы    |

#### Cópula
Em sentenças positivas no tempo presente, o udmurte não usa cópula (alguma forma de verbo 'ser' que ligue sujeito e predicado). Exemplos:
| Udmurte             | Português               |
| ------------------- | ----------------------- |
| Мон Сергей Сидоров. | Eu sou Serguei Sidorov. |
| Тон удмурт.         | Você é udmurte.         |
| Со эмъясь.          | Ele(a) é médico(a).     |

Na língua escrita, pode-se usar um traço entre sujeito e predicado:
| Udmurte             | Português       |
| ------------------- | --------------- |
| Ӟечбур, мон – Коля. | Olá, sou Cólia. |

Em sentenças em que haja negação, a forma ӧвӧл é usada para todas as pessoas:
| Udmurte                  | Português                   |
| ------------------------ | --------------------------- |
| Мон Сергей Сидоров ӧвӧл. | Eu não sou Serguei Sidorov. |
| Тон удмурт ӧвӧл.         | Você não é udmurte.         |
| Со эмъясь ӧвӧл.          | Ele(a) não é médico(a).     |

#### Derivação
A derivação verbal é extensa e permite diferenciação matizada na expressão do tipo e da forma da ação, bem como na relação do ator com a ação.
Os seguintes sufixos são alguns dos que criam novos verbos a partir de verbos:
- -ty, causativos (uža- 'trabalha' → užaty- 'faz [alguém] trabalhar');
- -(i)š'ky, reflexivos, mediopassivos e recíprocos (dyšety- 'ensina' → dyšetsky- 'aprende'); e
- -(e)mjaš'ky, desvaloriza ou questiona a qualidade ou validade da ação (užamjaš'ky- 'finge trabalhar').

Outros sufixos formadores de verbos são:
- -y (vyž 'ponte' → vyžy- 'atravessa');
- -a (n'im 'nome' → n'ima- 'nomeia');
- -ma (gord 'vermelho' → gordma- 'faz [algo] vermelho'); e
- -my (vyl' 'novo' → vyl'my- 'é renovado').

### Sentença
Em udmurte, o verbo geralmente ocupa o último lugar na frase, já que a ordem neutra das palavras é a sujeito-objeto-verbo (SOV). Alternativas a esse arranjo também são encontradas. Fatores pragmáticos e escolhas estilísticas podem motivar a escolha de outra ordem de palavras.

#### Negação
Como a maioria das línguas urálicas, o udmurte usa um verbo de negação: um verbo seguido por uma forma chamada conegativa do verbo que se deseja negar. O verbo de negação é conjugado por tempo, modo, pessoa e número e ele próprio expressa negação. As formas do verbo de negação, com as correspondentes terminações das formas conegativas nas duas classes de conjugação, são mostradas na tabela abaixo:
|      |    | Primeira conjugação | Segunda conjugação |
| ---- | -- | ------------------- | ------------------ |
| мон  | уг | -иськы ~ -ӥськы     | -ськы              |
| тон  | уд | -иськы ~ -ӥськы     | -ськы              |
| со   | уг | -ы                  | -                  |
| ми   | ум | -иське ~ -ӥське     | -ське              |
| тӥ   | уд | -иське ~ -ӥське     | -ське              |
| соос | уг | -ё ~ -о             | -ло                |

## Vocabulário

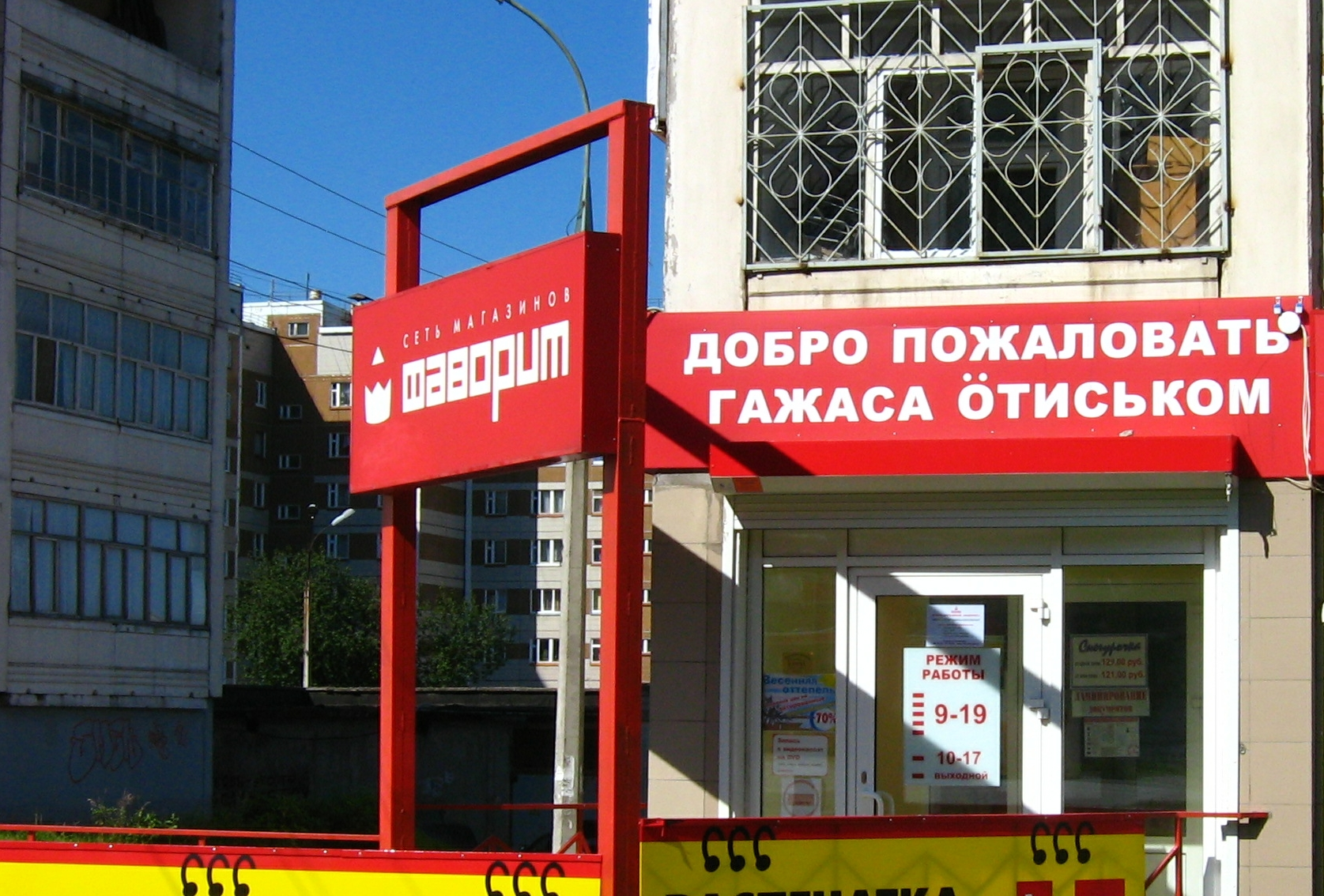
Uma placa bilíngue indicando as boas-vindas em russo (no topo) e em udmurte (em baixo); a foto foi tirada em Ijevsk, capital da Udmúrtia.

Dependendo do estilo pessoal de quem usa a língua, de 10 a 30% das palavras podem consistir de empréstimos. Diversos desses empréstimos têm origem no tártaro, que influenciou fortemente a fonologia e a sintaxe udmurte. Palavras relacionadas a tecnologia, ciência e política são empréstimos do russo.

### Numerais
Abaixo uma tabela com alguns numerais cardinais e ordinais em udmurte:
| Número    | Cardinal  | Ordinal      |
| --------- | --------- | ------------ |
| 0         | ноль      | -            |
| 1         | одӥг      | нырысетӥ     |
| 2         | кык       | кыкетӥ       |
| 3         | куинь     | куинетӥ      |
| 4         | ньыль     | ньылетӥ      |
| 5         | вить      | витетӥ       |
| 6         | куать     | куатетӥ      |
| 7         | сизьым    | сизьыметӥ    |
| 8         | тямыс     | тямысэтӥ     |
| 9         | укмыс     | укмысэтӥ     |
| 10        | дас       | дасэтӥ       |
| 11        | дас одӥг  | дас одӥгетӥ  |
| 12        | дас кык   | дас кыкетӥ   |
| 20        | кызь      | кызетӥ       |
| 21        | кызь одӥг | кызь одӥгетӥ |
| 22        | кызь кык  | кызь кыкетӥ  |
| 30        | куамын    | куамынэтӥ    |
| 40        | ньыльдон  | ньыльдонэтӥ  |
| 50        | витьтон   | витьтонэтӥ   |
| 60        | куатьтон  | куатьтонэтӥ  |
| 70        | сизьымдон | сизьымдонэтӥ |
| 80        | тямыстон  | тямыстонэтӥ  |
| 90        | укмыстон  | укмыстонэтӥ  |
| 100       | сю        | сюэтӥ        |
| 200       | кык сю    | кык сюэтӥ    |
| 1000      | сюрс      | сюрсэтӥ      |
| 1.000.000 | миллион   | миллионэтӥ   |

Os números cardinais denotam uma quantidade (um, dois, três, etc.). Os dígitos são escritos separadamente; por exemplo, '5781' é escrito вить сюрс сизьым сю тямыстон одӥг, literalmente 'cinco mil sete cem oitenta um'. Em contraste com o português, esse padrão mantém-se para os números 11-19; por exemplo, '19' é дас укмыс, literalmente 'dez nove'.
Os números ordinais denotam uma classificação (primeiro, segundo, terceiro, etc.). Esses são formados a partir de cardinais através do sufixo -етӥ/-этӥ, em que -етӥ ocorre após consoantes palatalizadas (com ь desaparecendo na ortografia) e as consoantes sem contrapartidas palatalizadas (p.ex, к, г), enquanto -этӥ ocorre após as consoantes não palatalizadas com contrapartes palatalizadas (p.ex., с, н) e vogais. Quando os números são escritos em dígitos, o sufixo ordinal é escrito como -тӥ; por exemplo, 1000-тӥ.
Diferentemente do português, números ordinais grandes têm o sufixo adicionado apenas ao último dígito, portanto, '5781.º' escreve-se вить сюрс сизьым сю тямыстон одӥгетӥ. Além disso, os números ordinais são usados em referência a anos; por exemplo, 2018-тӥ ар 'o ano 2018'.

### Meses
Embora os meses tenham seus próprios nomes udmurtes, os nomes em latim utilizados em russo também são amplamente utilizados:
| Mês       | Nome udmurte | Nome baseado em latim |
| --------- | ------------ | --------------------- |
| Janeiro   | толшор       | январь                |
| Fevereiro | тулыспал     | февраль               |
| Março     | южтолэзь     | март                  |
| Abril     | оштолэзь     | апрель                |
| Maio      | куартолэзь   | май                   |
| Junho     | инвожо       | июнь                  |
| Julho     | пӧсьтолэзь   | июль                  |
| Agosto    | гудырикошкон | август                |
| Setembro  | куарусён     | сентябрь              |
| Outubro   | коньывуон    | октябрь               |
| Novembro  | шуркынмон    | ноябрь                |
| Dezembro  | толсур       | декабрь               |

Se alguém deseja responder à pergunta ку 'quando', o final ilativo -е/-э/-ы é usado: толшоре, январе 'em janeiro'. Os nomes dos meses são também frequentemente seguidos do substantivo толэзь 'mês', que é colocado no ilativo para responder à pergunta ку 'quando': толшор толэзь, январь толэзь 'janeiro' → толшор толэзе, январь толэзе 'em janeiro'.